# Hovea ramulosa
Hovea ramulosa är en ärtväxtart som beskrevs av John Lindley. Hovea ramulosa ingår i släktet Hovea och familjen ärtväxter. IUCN kategoriserar arten globalt som livskraftig. Inga underarter finns listade i Catalogue of Life.